# Тамара Мисирлић
Тамара Мисирлић (Врање, 14. октобар 2002) српска је спортисткиња, државни репрезентативац у каратеу, у конкуренцији од 16 до 20 година, носилац црног појаса и оснивач хуманитарне фондације Тамара Мисирлић.

## Биографија
Рођена је 14. октобра 2002. године у Врању, где је завршила Средњу економску школу. Тренутно је студент Економског факултета Универзитета у Нишу и Правног факултета у Косовској Митровици.

## Спорт
Kарате је почела да тренира са 3,5 године и иза ње су бројна државна, европска такмичења и светска првенства, у конкуренцији од 16 до 20 година.
- Вишеструка првакиња Србије, са 7 златних медаља са државних првенства.
- 2017. Европско првенство у Суботици (Србија), освојила 1. место у катама.
- 2019. Светско првенство у Kарловим Варима (Чешка Република), освојила 3. место у борбама.[5]
- 2019. Европско првенство у Бару (Црна Гора), освојила 3. место у борбама.

2019. године положила је за судију у каратеу, тако да уз такмичење упоредо и суди.
2023. године добила је тренерску лиценцу и основала Школу спорта „Змај“ која броји преко 150 чланова, у Врању и Суботици.

## Хуманитарни рад
Организатор је преко 250 хуманитарних акција, у којима се помогло и збринуло преко 240 породица.
17. фебруара 2022. године званично је основала Хуманитарну фондацију Тамара Мисирлић.
Добитница је сребрне плакете Вечерњих новости за племенити подвиг године. Њој је ово ласкаво признање додељено због низа хуманитарних акција у којима је збринула бројне породице у Пчињском округу.
Добитница је и Признања „Златно срце“ које додељује Геронтолошки центар у Београду, за бригу о старијим људима.